# Opération Fahrenheit
L'opération Fahrenheit est un raid des commandos britanniques pendant la Seconde Guerre mondiale. Il est réalisé par un petit groupe d'hommes du No 12 Commando et du No 62 Commando  dans la nuit du 11 au 12 novembre 1942.
Le capitaine O. B. « Micky » Rooney et six sous-officiers du No 6 Commando, ainsi que deux hommes du No 62 Commando forment le groupe d'assaut.
L'objectif du raid est de capturer des militaires allemands pour les interroger en attaquant une station de transmissions à la pointe de Plouézec, sur la côte nord de la Bretagne. Une équipe de raid quitte Dartmouth le 11 novembre à bord du Motor Torpedo Boat (MTB) 344. Après avoir atteint leur cible, ils découvrent que les sommets des falaises sont fortement minés. Rooney et un de ses hommes vérifient la station de transmissions et une casemate à proximité. La station de transmissions est protégée par des barbelés et des sentinelles et la casemate est inoccupée.
Rooney décide de lancer un assaut frontal sur la station de transmissions. Divisant l'unité en trois groupes, ils se dirigent jusqu'à quelques mètres des barbelés. Alors que Rooney prépare une grenade à main, ils sont entendus par les deux sentinelles. Avant qu'elles aient pu réagir, elles sont tuées par la grenade à main et un tir de mitrailleuse. Les occupants de la station de transmissions sont attaqués, tuant deux hommes qui s'étaient présentés à découvert. Les autres ripostent depuis l'intérieur de la station de transmissions et le groupe d'assaut décide de se retirer avant l'arrivée des renforts. Le groupe rembarque avec succès et retourne à Dartmouth.